# 161e rue (Bronx)
À ne pas confondre avec la 161e rue de Manhattan.
La 161e rue (161st Street en anglais) est une artère du sud de l'arrondissement du Bronx, dans la ville de New York. 

## Situation et accès
D'une longueur de 2,6 kilomètres, elle permet d'accéder au Yankee Stadium, situé du côté nord de la rue. L'ancien Yankee Stadium, démoli en 2010, était situé du côté sud de la rue. L'extrémité ouest de la 161e rue se trouve à l'intersection avec Jerome Avenue, une autre artère du Bronx, et Woodycrest Avenue, une rue à sens unique. La 161e rue est l'une des voies les plus larges du Bronx jusqu'à son intersection avec Sheridan Avenue, où les deux voies séparées se rejoignent. La 161e rue atteint son extrémité est à son intersection avec Elton Avenue. Elle se poursuit toutefois vers l'est sous forme de portions éparses et sa dernière section s'achève à Hewitt Place.
La 161e rue ouest débute au niveau d'une intersection avec Woodycrest Avenue et Jerome Avenue dans le quartier de Highbridge (en). Elle longe un parking à étages par le nord puis passe immédiatement sous le Macombs Dam Bridge. Après une intersection avec Ruppert Place, la rue passe au sud du Yankee Stadium, puis croise River Avenue au-dessous d'un pont ferroviaire. C'est à partir de cet endroit que la rue prend la dénomination « 161e rue est ». À cette intersection se trouve l'unique station de métro que compte la 161e rue. La 161e rue est ensuite séparée en deux ; cette division des voies se termine à l'intersection avec Grand Concourse. Entre Gerard et Sheridan Avenue, les deux voies centrales (une de chaque sens de circulation) empruntent un court tunnel. En surface, le dessus du tunnel est aménagé d'un square comprenant la Lou Gehrig Plaza, dédiée à l'ancien joueur des Yankees Lou Gehrig. La 161e rue est croise ensuite Melrose Avenue. La première section de la 161e rue est s'achève à l'intersection avec Elton Avenue, puisque la voie se poursuit dans le quartier de Melrose (en) sous le nom de Elton Avenue.
La deuxième portion de la 161e rue est une rue à sens unique dont la direction est contraire à celle de la première portion. Elle débute à l'intersection avec la Troisième Avenue, croise Brook Avenue puis se courbe en direction du sud et prend le nom de Washington Avenue. La troisième section de la 161e rue est débute au niveau de la Troisième Avenue, légèrement au sud de la deuxième portion. Elle s'étend sur environ 800 mètres, de la Troisième Avenue à Propsect Avenue. Enfin, la quatrième section est celle située le plus à l'est : elle débute à l'intersection avec Westchester Avenue et se termine à Hewitt Place ; elle sert de connexion entre ces deux endroits.

### Transports

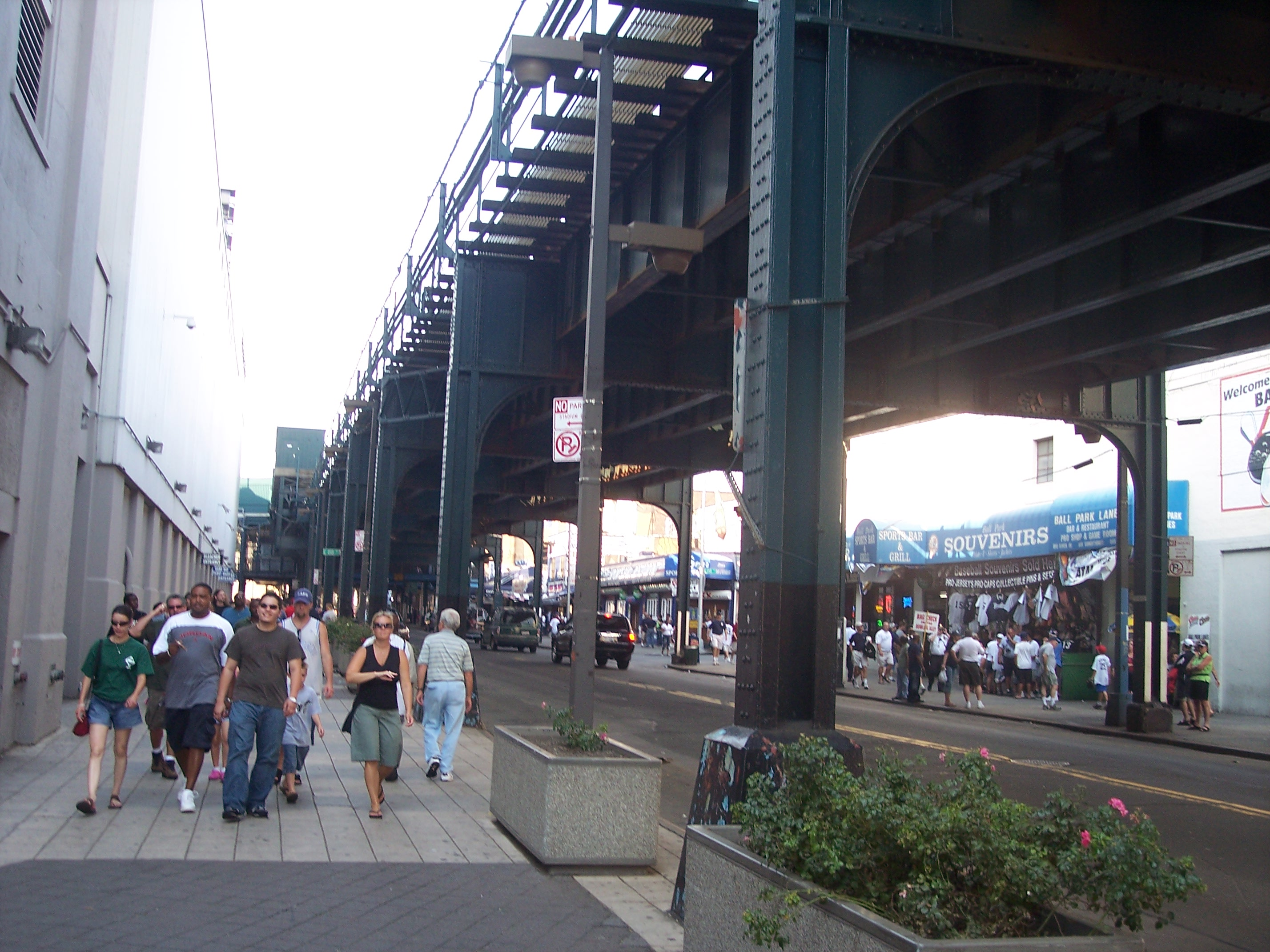
Vue sur River Avenue depuis la station 161st Street – Yankee Stadium.

161st Street – Yankee Stadium est l'unique station de métro située sur la 161e rue du Bronx. Elle se trouve à l'intersection entre River Avenue et la 161e rue est/ouest et est desservie par les lignes 4, B et D du métro de New York. Initialement ouverte en 1917 pour accueillir la Woodlawn Line de l'IRT, sur laquelle circulent les rames de la ligne 4, elle voit ouvrir sa seconde partie en 1933 pour accueillir l'IND Concourse Line, sur laquelle circulent les rames des lignes B et D. C'est la seule station située à proximité du Yankee Stadium,.
La 161e rue est également desservie par les bus des lignes Bx6 et Bx13 gérées par la Metropolitan Transportation Authority (MTA). La rue était également desservie par la ligne Bx49, mais celle-ci a été fusionnée avec la ligne Bx13 en 1894.

## Origine du nom
New York a adopté un plan en grille au 19e siècle, où les rues sont numérotées pour faciliter l’orientation. Les rues est-ouest sont généralement numérotées (comme la 161e rue), tandis que les avenues nord-sud portent souvent des noms.
La 161e rue est située au sud du Bronx, et son numéro reflète sa position relative par rapport à d'autres rues parallèles. Plus le numéro est élevé, plus la rue est située au nord (dans Manhattan, par exemple, la 125e rue est plus au sud que la 161e).

## Historique
La 161e rue est était appelée « Cedar Street » (nommée d'après « The Cedars », une propriété construite en 1840) lorsqu'elle s'étendait de la Harlem River jusqu'au Grand Concourse. Dans le village de Melrose, la rue était connue sous le nom de William Street. Entre Third Avenue et Prospect Avenue, elle était appelée « Grove Hill » avant d'être renommée « Cliff Street ».